# Młaczki (Szczawnica)
Młaczki – polana w Paśmie Radziejowej w Beskidzie Sądeckim. Znajduje się w górnej części doliny potoku Sopotnickiego, na jej prawym zboczu, administracyjnie w granicach miasta Szczawnicy w województwie małopolskim, w powiecie nowotarskim.
Przez polanę Młaczki przebiega utwardzona droga biegnąca ze Szczawnicy wzdłuż koryta potoku Sopotnickiego przez Sewerynówkę i polanę Zbusiówki. Na Młaczkach droga rozgałęzia się; dalej na wprost biegnie leśna droga do zwózki drzewa na Herślową Polanę, ostro na lewo biegnie droga na przełęcz Przysłopy. Dawniej polana ciągnęła się od koryta potoku Sopotnickiego aż na przełęcz Przysłopy, jednak z powodu nieopłacalności ekonomicznej zaprzestano jej rolniczego użytkowania i podobnie jak wiele innych polan Beskidu Sądeckiego zarosła lasem. W 2025 r. zostały z niej dwa niewielkie fragmenty oddzielone lasem; w dolnej części, przy rozgałęzieniu dróg są trzy domy, w górnej części, przy drodze na przełęcz Przysłopy jeden dom. Z górnej części polany rozciąga się widok na dolinę potoku Sopotnickiego, Dolinę Roztocką i szczyty Czeremcha Zachodnia, Roztokę i Koszarki.
Ze Szczawnicy przez Młaczki i przełęcz Przysłopy biegnie szlak rowerowy.

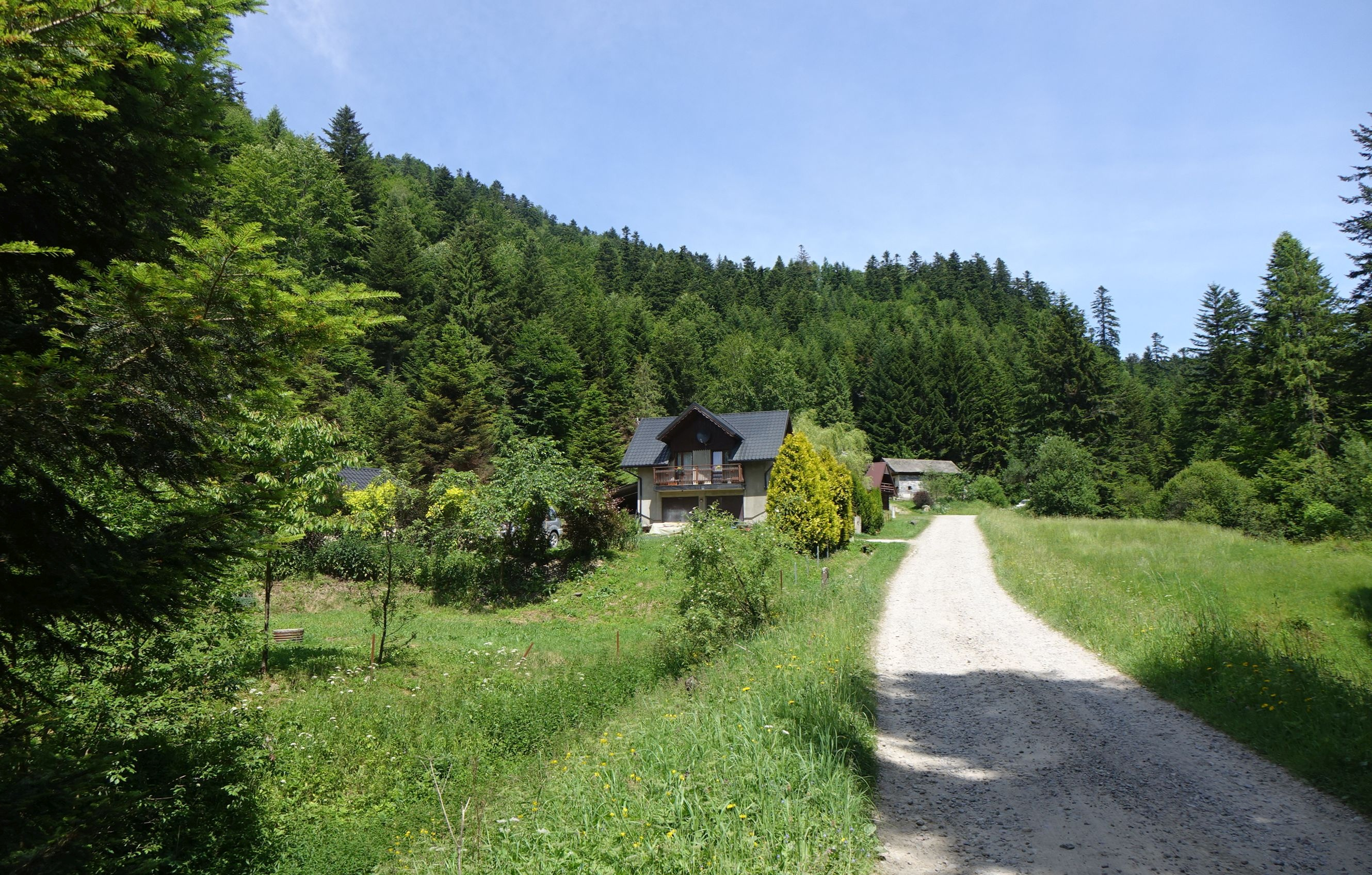
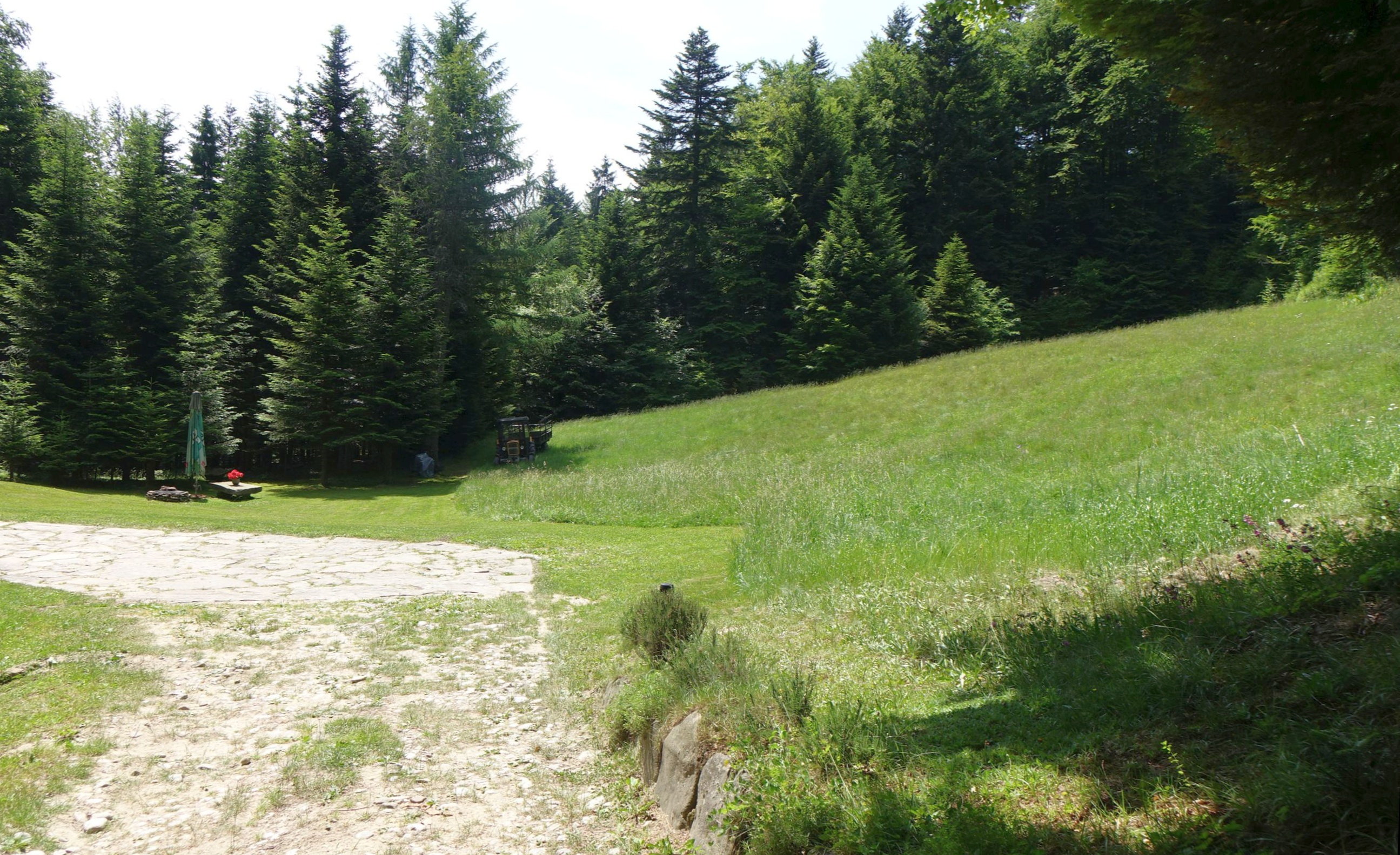